# Elisabeta de Bavaria (1876–1965)
Pentru fiica lui Filip și a Matildei, vezi Prințesa Elisabeta a Belgiei
Pentru împărăteasa Elisabeta a Austriei, născută Ducesa Elisabeta, vezi Elisabeta a Bavariei
Pentru alte persoane numite Elisabeta von Wittelsbach, vezi Elisabeta von Wittelsbach (dezambiguizare)
Elisabeta a Bavariei (n. 25 iulie 1876, Possenhofen⁠(d), Pöcking, Regatul Bavariei, Germania – d. 23 noiembrie 1965, Brussel, Comunitatea Francofonă din Belgia⁠(d), Belgia), a fost soția regelui Albert I al Belgiei și mama regelui Leopold al III-lea al Belgiei.

## Copilărie
Elisabeta a fost numită în onoarea surorii tatălui său, împărăteasa Elisabeta a Austriei, mai bine cunoscută sub numele de Sisi. Mama sa era Maria Josepha a Portugaliei, fiica regelui exilat Miguel I al Portugaliei.

Prin surorile mamei sale, Elisabeta era rudă cu multe familii regale:
- mătușa sa, Maria Ana a Portugaliei, a fost căsătorită cu William al IV-lea, Mare Duce de Luxembourg
- mătușa sa, Maria Teresa a Portugaliei, a fost a treia soție a Arhiducelui Carl al Austriei și mama vitregă a lui Carol I al Austriei,
- mătușa sa, Maria Antonia a Portugaliei, a fost a doua soție a lui Robert I, Duce de Parma și mama Zita de Bourbon-Parma, soția lui Carol I al Austriei.

## Căsătorie

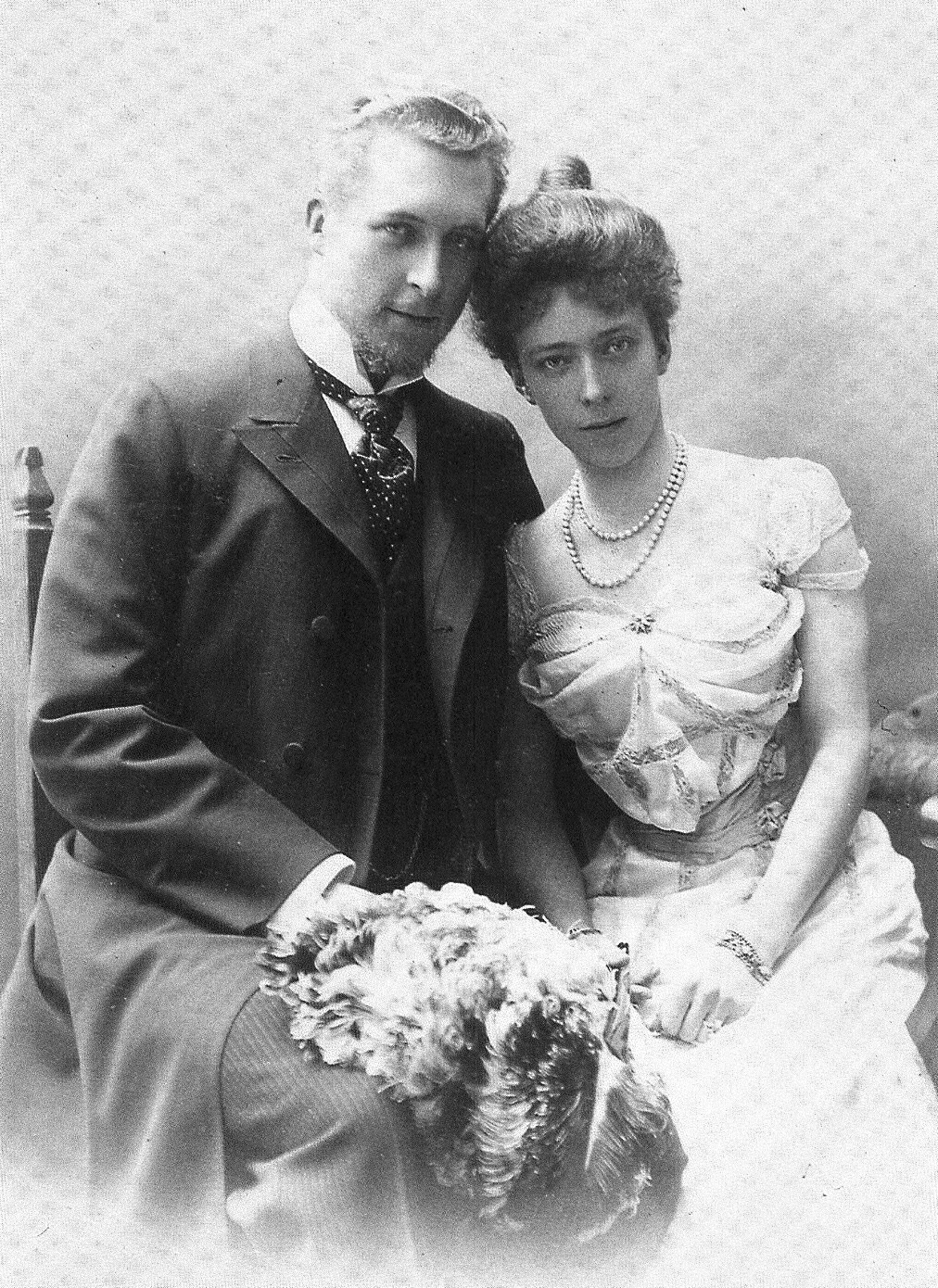
Albert I și Elisabeta de Bavaria

În momentul în care Albert și Elisabeta s-au întâlnit, Prințul Albert era moștenitorul unchiului său Leopold al II-lea al Belgiei. Albert era al doilea fiu al Prințului Filip, Conte de Flandra și al Prințesei Marie de Hohenzollern care era sora regelui Carol I al României.

La naștere, Albert ocupa locul trei în linia de succesiune în urma tatălui său și a fratelui său mai mare, Prințul Baudouin al Belgiei. După moartea neașteptată a lui Baudouin în ianuarie 1891, Albert a ocupat locul doi în linia de succesiune. Studios și liniștit, Albert n-a fost alegerea pe care regele Leopold al II-lea și-ar fi dorit-o.
La München la 2 octombrie 1900, Elisabeta s-a căsătorit cu Prințul Albert. În 1909, când soțul ei a devenit rege al Belgiei, Elisabeta a devenit regină. În timpul Primului Război Mondial, ea și soțul ei au locuit în De Panne. Regina s-a făcut iubită vizitând frontul și sponsorizând unitățile de asistență medicală. În ciuda trecutului ei german, a fost o regină populară iar ea și-a sprijinit țara de adopție. În 1934, Albert I a murit într-un accident de alpinism la Marche-les-Dames, în regiunea Ardennes.
Regina Elisabeta a murit la Bruxelles la vârsta de 89 de ani la 23 noiembrie 1965.
1. ↑  Elisabeth, Munzinger Personen, accesat în 9 octombrie 2017
2. 1 2 3  The Righteous Among the Nations Database
3. ↑  Elisabeth of Belgium, Find a Grave, accesat în 9 octombrie 2017
4. 1 2  Élisabeth de Wittelsbach, reine des Belges, Biographie nationale de Belgique, accesat în 9 octombrie 2017
5. ↑  Gabrielle Valérie Marie Elisabeth, Brockhaus Enzyklopädie, accesat în 9 octombrie 2017
6. ↑  Elisabeth Gabriele Valérie Marie Herzogin in Bayern, The Peerage, accesat în 9 octombrie 2017
7. ↑  Elisabeth von Belgien, FemBio-Datenbank[*]
8. ↑  Union List of Artist Names, 6 decembrie 2021, accesat în 13 februarie 2023
9. ↑  The Peerage
10. ↑  Elisabeth of Bavaria, Queen of Belgium, Photographers’ Identities Catalog, accesat în 19 decembrie 2020
11. ↑  Foto, eerste stappen van Juliana (1909) op de stoep van Paleis Soestdijk, 1910 (în neerlandeză), 1910